# PDC Order of Merit
De PDC Order of Merit is een wereldwijd rangordesysteem dat wordt gebruikt door de Professional Darts Corporation (PDC). PDC begon met het Order of Merit-systeem in 2007. De ranking wordt bepaald door het prijzengeld gewonnen over de afgelopen twee seizoenen.

## PDC Order of Merit-ranglijst
- Stand per 30 juli 2025.[1][2]

| Positie | Naam                  | Nationaliteit    | Prijzengeld |
| ------- | --------------------- | ---------------- | ----------- |
| 1       | Luke Humphries        | Engeland         | £ 1.797.750 |
| 2       | Luke Littler          | Engeland         | £ 1.500.500 |
| 3       | Michael van Gerwen    | Nederland        | £ 739.750   |
| 4       | Stephen Bunting       | Engeland         | £ 620.500   |
| 5       | James Wade            | Engeland         | £ 611.750   |
| 6       | Gerwyn Price          | Wales            | £ 533.000   |
| 7       | Chris Dobey           | Engeland         | £ 520.500   |
| 8       | Jonny Clayton         | Wales            | £ 513.750   |
| 9       | Rob Cross             | Engeland         | £ 505.500   |
| 10      | Damon Heta            | Australië        | £ 486.250   |
| 11      | Josh Rock             | Noord-Ierland    | £ 481.750   |
| 12      | Gary Anderson         | Schotland        | £ 475.750   |
| 13      | Dave Chisnall         | Engeland         | £ 469.250   |
| 14      | Ross Smith            | Engeland         | £ 461.250   |
| 15      | Danny Noppert         | Nederland        | £ 454.000   |
| 16      | Peter Wright          | Schotland        | £ 442.000   |
| 17      | Martin Schindler      | Duitsland        | £ 418.000   |
| 18      | Gian van Veen         | Nederland        | £ 416.000   |
| 19      | Mike De Decker        | België           | £ 398.000   |
| 20      | Ryan Searle           | Engeland         | £ 388.000   |
| 21      | Michael Smith         | Engeland         | £ 368.500   |
| 22      | Dimitri Van den Bergh | België           | £ 363.250   |
| 23      | Nathan Aspinall       | Engeland         | £ 333.250   |
| 24      | Ryan Joyce            | Engeland         | £ 329.750   |
| 25      | Andrew Gilding        | Engeland         | £ 326.750   |
| 26      | Jermaine Wattimena    | Nederland        | £ 324.750   |
| 27      | Daryl Gurney          | Noord-Ierland    | £ 323.250   |
| 28      | Ritchie Edhouse       | Engeland         | £ 315.250   |
| 29      | Ricardo Pietreczko    | Duitsland        | £ 314.500   |
| 30      | Joe Cullen            | Engeland         | £ 314.000   |
| 31      | Luke Woodhouse        | Engeland         | £ 298.750   |
| 32      | Dirk van Duijvenbode  | Nederland        | £ 278.500   |
| 33      | Cameron Menzies       | Schotland        | £ 274.250   |
| 34      | Krzysztof Ratajski    | Polen            | £ 268.250   |
| 35      | Raymond van Barneveld | Nederland        | £ 256.250   |
| 36      | Brendan Dolan         | Noord-Ierland    | £ 248.500   |
| 37      | Scott Williams        | Engeland         | £ 245.250   |
| 38      | Martin Lukeman        | Engeland         | £ 226.250   |
| 39      | Gabriel Clemens       | Duitsland        | £ 198.250   |
| 40      | Wessel Nijman         | Nederland        | £ 195.500   |
| 41      | Kevin Doets           | Nederland        | £ 183.750   |
| 42      | Callan Rydz           | Engeland         | £ 180.750   |
| 43      | Mickey Mansell        | Noord-Ierland    | £ 161.000   |
| 44      | Niels Zonneveld       | Nederland        | £ 155.750   |
| 45      | Ricky Evans           | Engeland         | £ 155.250   |
| 46      | Madars Razma          | Letland          | £ 151.750   |
| 47      | William O'Connor      | Ierland          | £ 143.500   |
| 48      | Ian White             | Engeland         | £ 121.750   |
| 49      | Richard Veenstra      | Nederland        | £ 120.500   |
| 50      | Kim Huybrechts        | België           | £ 117.750   |
| 51      | Florian Hempel        | Duitsland        | £ 109.750   |
| 52      | Keane Barry           | Ierland          | £ 105.000   |
| 53      | Matt Campbell         | Canada           | £ 102.500   |
| 54      | Alan Soutar           | Schotland        | £ 101.000   |
| 55      | Connor Scutt          | Engeland         | £ 98.250    |
| 56      | José de Sousa         | Portugal         | £ 98.250    |
| 57      | Jim Williams          | Wales            | £ 95.500    |
| 58      | Robert Owen           | Wales            | £ 95.000    |
| 59      | Jeffrey de Graaf      | Zweden           | £ 94.500    |
| 60      | Ryan Meikle           | Engeland         | £ 90.500    |
| 61      | Nick Kenny            | Wales            | £ 90.500    |
| 62      | Stephen Burton        | Engeland         | £ 88.500    |
| 63      | Mensur Suljović       | Oostenrijk       | £ 85.750    |
| 64      | Thibault Tricole      | Frankrijk        | £ 80.750    |
| 65      | Dylan Slevin          | Ierland          | £ 78.750    |
| 66      | Dom Taylor            | Engeland         | £ 69.000    |
| 67      | James Hurrell         | Engeland         | £ 67.500    |
| 68      | Mario Vandenbogaerde  | België           | £ 58.250    |
| 69      | Chris Landman         | Nederland        | £ 54.250    |
| 70      | Lukas Wenig           | Duitsland        | £ 45.500    |
| 71      | Niko Springer         | Duitsland        | £ 45.250    |
| 72      | Andy Baetens          | België           | £ 44.500    |
| 73      | Bradley Brooks        | Engeland         | £ 43.750    |
| 74      | Matthew Dennant       | Engeland         | £ 42.750    |
| 75      | Berry van Peer        | Nederland        | £ 38.750    |
| 76      | Steve Lennon          | Ierland          | £ 38.500    |
| 77      | Darren Beveridge      | Schotland        | £ 38.250    |
| 78      | Owen Bates            | Engeland         | £ 37.500    |
| 79      | Nathan Rafferty       | Noord-Ierland    | £ 36.750    |
| 80      | Karel Sedláček        | Tsjechië         | £ 36.500    |
| 81      | Sebastian Białecki    | Polen            | £ 36.250    |
| 82      | Rhys Griffin          | Wales            | £ 36.000    |
| 83      | Patrick Geeraets      | Nederland        | £ 35.250    |
| 84      | Adam Hunt             | Engeland         | £ 33.500    |
| 85      | Jitse van der Wal     | Nederland        | £ 32.500    |
| 86      | Radosław Szagański    | Polen            | £ 31.500    |
| 86      | Jelle Klaasen         | Nederland        | £ 30.250    |
| 87      | Cameron Crabtree      | Engeland         | £ 29.750    |
| 88      | Martijn Dragt         | Nederland        | £ 29.000    |
| 89      | Danny Lauby           | Verenigde Staten | £ 28.750    |
| 90      | Robert Grundy         | Engeland         | £ 28.250    |
| 91      | Adam Lipscombe        | Engeland         | £ 27.750    |
| 92      | Benjamin Drue Reus    | Denemarken       | £ 27.000    |
| 93      | William Borland       | Schotland        | £ 26.500    |
| 94      | Haupai Puha           | Nieuw-Zeeland    | £ 26.500    |
| 95      | Justin Hood           | Engeland         | £ 26.000    |
| 96      | George Killington     | Engeland         | £ 25.000    |
| 97      | Dominik Grüllich      | Duitsland        | £ 24.750    |
| 98      | Darius Labanauskas    | Litouwen         | £ 22.250    |
| 100     | Brett Claydon         | Engeland         | £ 22.000    |
| 101     | Max Hopp              | Duitsland        | £ 21.750    |
| 102     | Wesley Plaisier       | Nederland        | £ 17.750    |
| 103     | Maik Kuivenhoven      | Nederland        | £ 17.250    |
| 104     | Andy Boulton          | Schotland        | £ 16.500    |
| 105     | Joshua Richardson     | Engeland         | £ 16.250    |
| 106     | Darryl Pilgrim        | Engeland         | £ 16.250    |
| 107     | Marvin van Velzen     | Nederland        | £ 15.250    |
| 108     | Thomas Lovely         | Engeland         | £ 15.250    |
| 109     | Michele Turetta       | Italië           | £ 15.000    |
| 110     | Tom Bissell           | Engeland         | £ 13.500    |
| 111     | Jim Long              | Canada           | £ 12.750    |
| 112     | Jimmy van Schie       | Nederland        | £ 12.500    |
| 113     | Carl Sneyd            | Engeland         | £ 12.500    |
| 114     | Andreas Harrysson     | Zweden           | £ 12.250    |
| 115     | Christian Kist        | Nederland        | £ 12.000    |
| 116     | Leon Weber            | Duitsland        | £ 12.000    |
| 117     | Jamai van den Herik   | Nederland        | £ 10.500    |
| 118     | Stefan Bellmont       | Zwitserland      | £ 10.500    |
| 119     | Adam Warner           | Engeland         | £ 10.500    |
| 120     | Kevin Burness         | Noord-Ierland    | £ 9.500     |
| 121     | Maximilian Czerwinski | Duitsland        | £ 9.000     |
| 122     | Boris Krčmar          | Kroatië          | £ 9.000     |
| 123     | Mervyn King           | Engeland         | £ 8.500     |
| 124     | Viktor Tingström      | Zweden           | £ 8.500     |
| 125     | Greg Ritchie          | Schotland        | £ 8.500     |
| 126     | Tim Wolters           | Duitsland        | £ 8.500     |
| 127     | Ted Evetts            | Engeland         | £ 8.000     |
| 128     | Stefaan Henderyck     | België           | £ 7.500     |
| 129     | Rusty-Jake Rodriguez  | Oostenrijk       | £ 7.500     |
| 130     | Tavis Dudeney         | Engeland         | £ 7.500     |
| 131     | Oskar Lukasiak        | Zweden           | £ 7.250     |
| 132     | Danny van Trijp       | Nederland        | £ 6.500     |
| 133     | Tommy Lishman         | Engeland         | £ 6.500     |
| 134     | Tytus Kanik           | Polen            | £ 6.250     |
| 135     | Adam Paxton           | Engeland         | £ 6.250     |
| 136     | Alexander Merkx       | Nederland        | £ 5.500     |
| 137     | Thomas Sykes          | Engeland         | £ 5.500     |
| 138     | Graham Hall           | Engeland         | £ 5.500     |
| 139     | Beau Greaves          | Engeland         | £ 5.500     |
| 140     | Jarno Bottenberg      | Nederland        | £ 5.000     |
| 141     | Jeffrey Sparidaans    | Nederland        | £ 5.000     |
| 142     | Daniel Klose          | Duitsland        | £ 5.000     |
| 143     | Jurjen van der Velde  | Nederland        | £ 5.000     |
| 144     | Cor Dekker            | Noorwegen        | £ 4.500     |
| 145     | Henry Coates          | Engeland         | £ 4.250     |
| 146     | Pero Ljubić           | Kroatië          | £ 4.250     |
| 147     | Kai Gotthardt         | Duitsland        | £ 4.000     |
| 148     | Jules van Dongen      | Verenigde Staten | £ 4.000     |
| 149     | Johan Engström        | Zweden           | £ 3.750     |
| 150     | Michael Unterbuchner  | Duitsland        | £ 3.750     |
| 151     | Aden Kirk             | Engeland         | £ 3.750     |
| 152     | Michael Flynn         | Ierland          | £ 3.500     |
| 153     | Nathan Girvan         | Schotland        | £ 3.250     |
| 154     | Dennie Olde Kalter    | Nederland        | £ 2.500     |
| 155     | Arno Merk             | Duitsland        | £ 2.500     |
| 156     | Kevin Knopf           | Duitsland        | £ 2.500     |
| 157     | Petr Křivka           | Tsjechië         | £ 2.500     |
| 158     | Teemu Harju           | Finland          | £ 2.500     |
| 159     | Paul Krohne           | Duitsland        | £ 2.500     |
| 160     | Graham Usher          | Engeland         | £ 2.500     |
| 161     | Scott Campbell        | Schotland        | £ 2.000     |
| 162     | Sietse Lap            | Nederland        | £ 1.500     |
| 163     | Jack Tweddell         | Engeland         | £ 1.500     |
| 164     | Kevin Troppmann       | Duitsland        | £ 1.250     |
| 165     | Liam Maendl-Lawrance  | Duitsland        | £ 1.250     |
| 166     | Martin Kramer         | Duitsland        | £ 1.250     |
| 167     | Mirosław Grudziecki   | Polen            | £ 1.250     |
| 168     | Yorick Hofkens        | Duitsland        | £ 1.250     |
| 169     | Dragutin Horvat       | Duitsland        | £ 1.250     |
| 170     | Joshua Hermann        | Duitsland        | £ 1.250     |
| 171     | Moritz Bohrmann       | Duitsland        | £ 1.250     |
| 172     | Jeffrey de Zwaan      | Nederland        | £ 1.250     |
| 173     | Jerry Hendriks        | Nederland        | £ 1.250     |
| 174     | Benjamin Pratnemer    | Slovenië         | £ 1.250     |
| 175     | Marcel Erba           | Duitsland        | £ 1.250     |
| 176     | Christian Gödl        | Oostenrijk       | £ 1.250     |
| 177     | György Jehirszki      | Hongarije        | £ 1.250     |
| 178     | Rowby-John Rodriguez  | Oostenrijk       | £ 1.250     |
| 179     | Zoran Lerchbacher     | Oostenrijk       | £ 1.250     |
| 180     | András Borbély        | Hongarije        | £ 1.250     |
| 181     | Finn Behrens          | Duitsland        | £ 1.250     |
| 182     | Michael Rosenauer     | Duitsland        | £ 1.250     |
| 183     | René Eidams           | Duitsland        | £ 1.250     |
| 184     | Patrick Klingelhöfer  | Duitsland        | £ 1.250     |
| 185     | Paul Goyer            | Duitsland        | £ 1.250     |
| 186     | Laurin Welk           | Duitsland        | £ 1.250     |
| 187     | Marko Kantele         | Finland          | £ 1.250     |
| 188     | Cédric Waegemans      | België           | £ 1.250     |
| 189     | François Schweyen     | België           | £ 1.250     |
| 190     | Patrick De Backer     | België           | £ 1.250     |
| 191     | Sybren Gijbels        | België           | £ 1.250     |
| 192     | Ron Meulenkamp        | Nederland        | £ 1.000     |
| 193     | Sam Spivey            | Engeland         | £ 1.000     |
| 194     | Paul Rowley           | Engeland         | £ 1.000     |
| 195     | Shaun Fox             | Engeland         | £ 1.000     |
| 196     | Simon Stevenson       | Engeland         | £ 1.000     |
| 197     | Tommy Morris          | Engeland         | £ 1.000     |
| 198     | Ryan Branley          | Engeland         | £ 750       |

## Nummers 1 ter wereld
| Spelersnaam           | Periode                               |
| --------------------- | ------------------------------------- |
| Phil Taylor           | 1996, 2000, 2002–2004, 2006–2013 (13) |
| Michael van Gerwen    | 2014–2020 (7)                         |
| Alan Warriner-Little  | 1993–1994, 1997–1998, 2001–2002 (6)   |
| Rod Harrington        | 1995–1996, 1998–2000 (5)              |
| Colin Lloyd           | 2005–2007 (3)                         |
| Dennis Priestley      | 1994–1995 (2)                         |
| Peter Manley          | 2000–2001 (2)                         |
| Gerwyn Price          | 2021–2022 (2)                         |
| John Part             | 2003 (1)                              |
| Raymond van Barneveld | 2008 (1)                              |
| Peter Wright          | 2022                                  |
| Michael Smith         | 2023                                  |
| Luke Humphries        | 2024-heden                            |